# Claudio Postumo Dardano
(Sofronio Eusebio Girolamo, Lettere, 129.1)
Claudio Postumo Dardano (latino: Claudius Postumus Dardanus; fl. 407-417) è stato un politico romano di età imperiale, prefetto del pretorio in Gallia.

## Biografia
Fratello di Claudio Lepido, sposò Nevia Galla.
Fu di origini umili, in quanto la sua carriera, testimoniata da un'iscrizione, la cosiddetta "Pierre Écrite", ritrovata a Sisteron (municipio in Gallia Narbonense dove aveva delle terre), è quella di un avvocato.
Fu prima consolare della Gallia Viennense (provincia confinante con la Narbonense), poi occupò due cariche palatine (quella di magister scrinii libellorum e quella di quaestor sacri palatii), venne nominato una prima volta prefetto del pretorio della Gallia (probabilmente nel 401/404 o nel 406/407) e poi una seconda, nel 412-413.

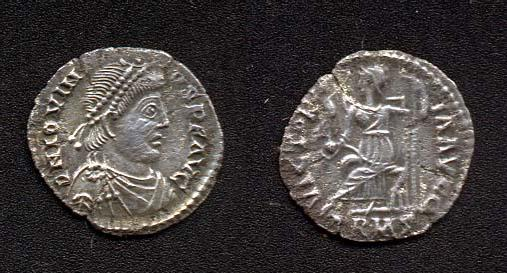
Siliqua di Giovino, l'usurpatore assassinato da Dardano nel 413

Durante la sua seconda prefettura, dovette confrontarsi con l'usurpazione di Costantino "III" e di Giovino, ribellatisi contro l'imperatore Onorio col sostegno delle popolazioni gallo-romane: l'imperatore, infatti, non garantiva l'attenzione necessaria alle province occidentali, continuamente devastate dalle invasioni barbariche. Durante la rivolta di Gioviano, Dardano rimase leale ad Onorio; riuscì anche a convincere il re dei Visigoti stanziatisi in Spagna, Ataulfo, ad abbandonare l'usurpatore. Nel 413 Giovino e suo fratello Sebastiano si arresero ad Ataulfo e vennero inviati a Narbona da Dardano, che li uccise; le loro teste furono poi inviate a Ravenna dall'imperatore. L'uccisione dei prigionieri guadagnò, però, a Dardano la riprovazione di un esponente dell'aristocrazia gallo-romana, Sidonio Apollinare.
Dardano era un pio cristiano e un uomo di cultura. Ebbe degli scambi epistolari con Sofronio Eusebio Girolamo, al quale chiese chiarimenti sulla Terra promessa ricevendo in risposta il Libellus de terra repromissionis (Girolamo, Lettere, 129, databile 414); amico fraterno di Agostino d'Ippona, fu il destinatario del Liber de praesentia Dei (Agostino, Lettere, 187, databile al 417) sulla presenza di Dio. Tra i due mandati come prefetto del pretorio, e quindi tra il 407 e il 412, assieme alla moglie Galla e al fratello Claudio fondò, nelle proprie terre a Sisteron, una comunità cristiana, cui diede il nome di Theopolis, "Città di Dio", forse in riferimento all'opera di Agostino; si trattava di una cittadella fortificata, forse un insediamento che fosse difendibile in occasione delle invasioni barbariche.